# Escala ILR
A Escala ILR (do inglês Interagency Language Roundtable) é um conjunto de descrições de habilidades para se comunicar em um determinado idioma. Ela foi desenvolvida originalmente pelo US Foreign Service Institute, predecessor do National Foreign Affairs Training Center (NFATC), que é o instituto do governo norte-americano para capacitação de pessoal da área de relações exteriores. A escala consiste na descrição de cinco níveis de proficiência em um idioma.

## ILR Nível 1 - Proficiência Elementar
A Proficiência Elementar é o primeiro nível da escala. Também é conhecido como S-1 ou simplesmente Nível 1. Abaixo a descrição de uma pessoa que se enquadra neste nível:
- capaz de realizar tarefas de viagem, como check-ins, e requisitos mínimos de cortesia.
- capaz de perguntar e responder sobre assuntos bastante corriqueiros, num contexto bastante limitado de utilização do idioma.
- consegue compreender perguntas e frases simples utilizando-se de pronúncia pausada, repetições e paráfrases.
- possui vocabulário insuficiente para expressar além das necessidades básicas. Comete erros freqüentes de pronuncia e gramática, mas consegue ser compreendido por um interlocutor nativo, acostumado a lidar com estrangeiros que tentam falar seu idioma.
- apesar da definição de "assuntos bastante corriqueiros" e simples variar consideravelmente para cada um, a pessoa deve ser capaz de pedir uma refeição simples, perguntar e fornecer a localização, realizar compras e dizer as horas.

## ILR Nível 2  - Proficiência Profissional Limitada
Proficiência Profissional Limitada é o segundo nível na escala. É também conhecido como S-2 ou nível 2. Uma pessoa neste nível deve atender as características abaixo:
- é capaz de realizar atividades sociais rotineiras e requisitos profissionais limitados.
- consegue lidar com confiança, mas sem facilidade, à maioria das formalidades sociais incluindo apresentações a novas pessoas e conversas casuais sobre eventos atuais, assim como seu trabalho, família e informações pessoais.
- consegue realizar trabalhos com poucos requisitos, precisando de ajuda ao lidar com complicações ou dificuldades; consegue captar a ideia da maioria das conversas sobre assuntos não-tecnicos (ex: assuntos que não necessitam de conhecimento específico), e possui vocabulário suficiente para responder de forma simples, sendo às vezes prolixo.
- sua pronúncia, apesar de frequentemente conter erros, é inteligível.
- é capaz de lidar com construções simples com certa precisão mas não tem domínio ou controle seguro da gramática.

## ILR Nível 3 - Proficiência Profissional
Proficiência Profissional é o terceiro nível na escala. Também conhecido como S-3, é o nível mais utilizado nas estatísticas de quantas pessoas em todo mundo falam um determinado idioma. Uma pessoa deve atender aos requisitos abaixo para se enquadrar neste nível:
- capaz de dialogar com correção estrutural e vocabulário suficientes para participar efetivamente da maioria das conversas formais e informais, em assuntos práticos, sociais e profissionais.
- consegue discutir assuntos particulares e de conhecimento especializado com razoável facilidade
- possui compreensão razoavelmente completa de uma conversação pronunciada num ritmo normal.
- possui um vocabulário geral vasto o suficiente, tal que raramente precise explicar uma palavra que desconheça a tradução.
- possui um sotaque que indica sua condição de estrangeiro; possui bom domínio da gramática; suas incorreções praticamente nunca interferem na sua compreensão pelos outros e raramente confundem um falante nativo.

## ILR Nível 4 - Proficiência Profissional Plena
Proficiência Profissional Plena é o quarto nível na escala. É também conhecido como S-4 ou nível 4. Uma pessoa neste nível deve se enquadrar nas descrições abaixo:
- capaz de utilizar o idioma com fluência e exatidão em todos os níveis relevantes para suas necessidades profissionais.
- consegue compreender e participar de qualquer conversa no âmbito da sua vida pessoal e carreira profissional com alto grau de fluência e precisão no vocabulário.
- raramente passaria por um falante nativo, mas consegue responder apropriadamente até a situações pouco familiares.
- comete erros de pronúncia e gramática apenas raramente e aleatoriamente.
- consegue lidar com interpretações informais, tanto na compreensão quanto na formulação de sentenças no idioma.

## ILR Nível 5 - Proficiência Nativa ou Bilíngue
Proficiência Nativa ou Bilíngue é o quinto nível na escala. Também é conhecido como S-5 or simplesmente nível 5. Uma pessoa neste nível deve atender os seguintes requisitos:
- possui proficiência na conversação equivalente a de um falante nativo.
- possui fluência absoluta no idioma, tal que discursos de todos os níveis são aceitos integralmente por falantes nativos com alto grau de instrução, em todos os aspectos, incluindo abrangência do vocabulário, coloquialismos e referências culturais pertinentes.

## Ligações Externas
- Foreign language proficiency scale